# Novemberrevolutionen (Sverige)
Novemberrevolutionen betecknar Sveriges riksbanks beslut den 21 november 1985 att slopa lånetaket. Från och med nu fanns det ingen begränsning för hur mycket bankerna kunde låna ut.

## Bakgrunden till Novemberrevolutionen

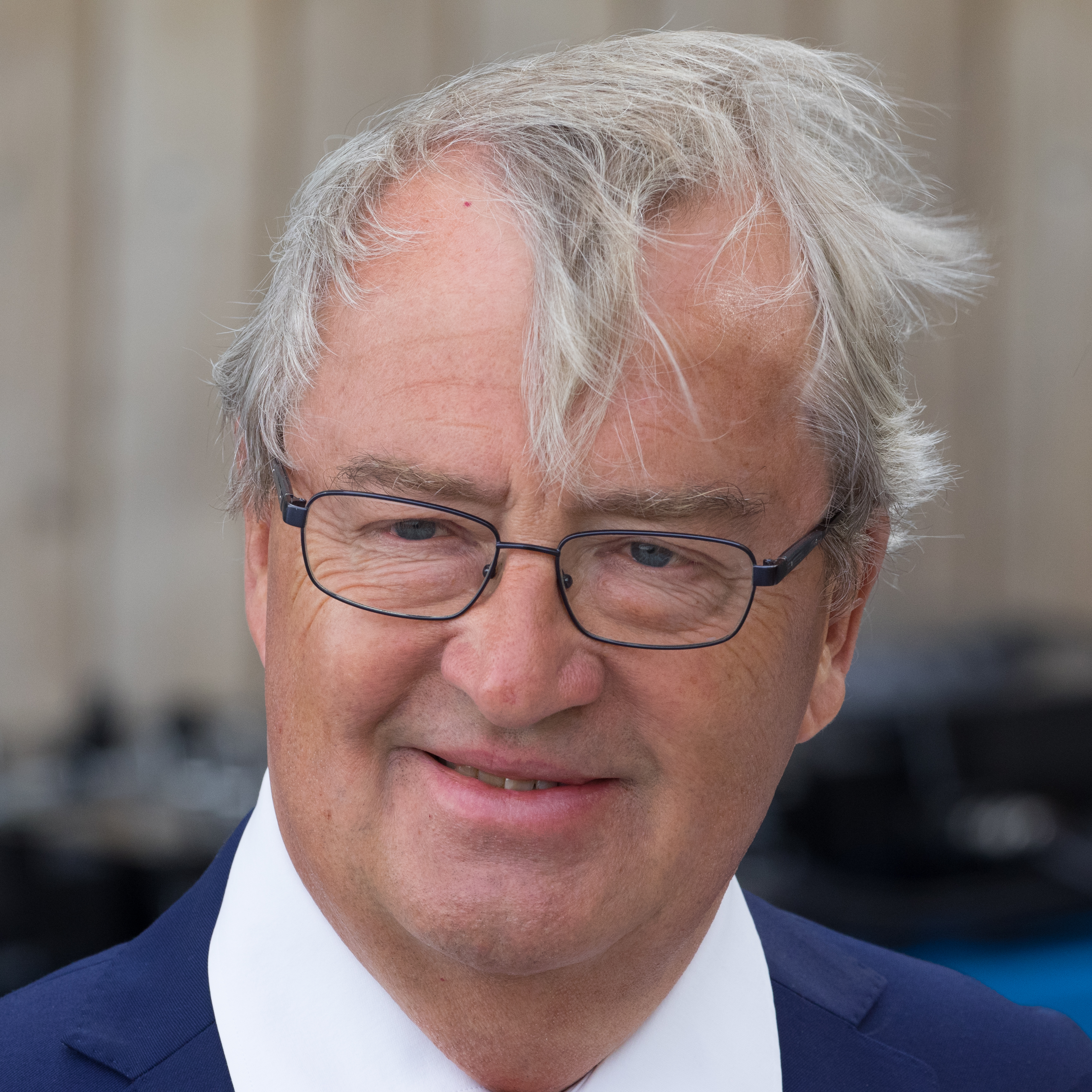
Erik Åsbrink (2016).

På 1970- och 1980-talet internationaliserades finansmarknaden med resultatet att regleringar för denna marknad togs bort i land efter land. Här spelade även den tekniska utvecklingen en viss roll eftersom den möjliggjorde att genomföra finanstransaktioner snabbare och i större omfattning än förut. USA och Storbritannien gick i täten för denna utveckling vilket satte en stor press på andra länder att följa efter.
1970-talet hade präglats väldigt mycket av ekonomiska kriser som utlöstes i västvärlden på grund av stigande oljepriser sedan 1973 som resulterade i en stigande inflationstakt som försämrade konkurrenskraften för svenska exportföretag, dvs. det blev svårare för svenska företag att sälja varor till andra länder. De svenska regeringarna försökte att motverka den ihållande lågkonjunkturen via "överbryggningspolitiken". Detta betydde för det första att Riksbanken skrev ner den svenska kronans värde (devalverade) flera gånger mellan 1976 och 1982 för att återställa exportindustrins konkurrenskraft. För det andra fick svenska företag ett omfattande statligt stöd, varvsindustrin till och med förstatligades.
En positiv aspekt av denna överbryggningspolitik var att sysselsättningen upprätthölls men samtidigt skapades det stora budgetunderskott. Med andra ord: överbryggningspolitiken finansierades med hjälp av lånade pengar. Därmed fanns det starka incitament för staten att avreglera finansmarknaden för att skapa en marknad där man vid behov kunde låna pengar billigt.

## Novemberrevolutionen genomförs

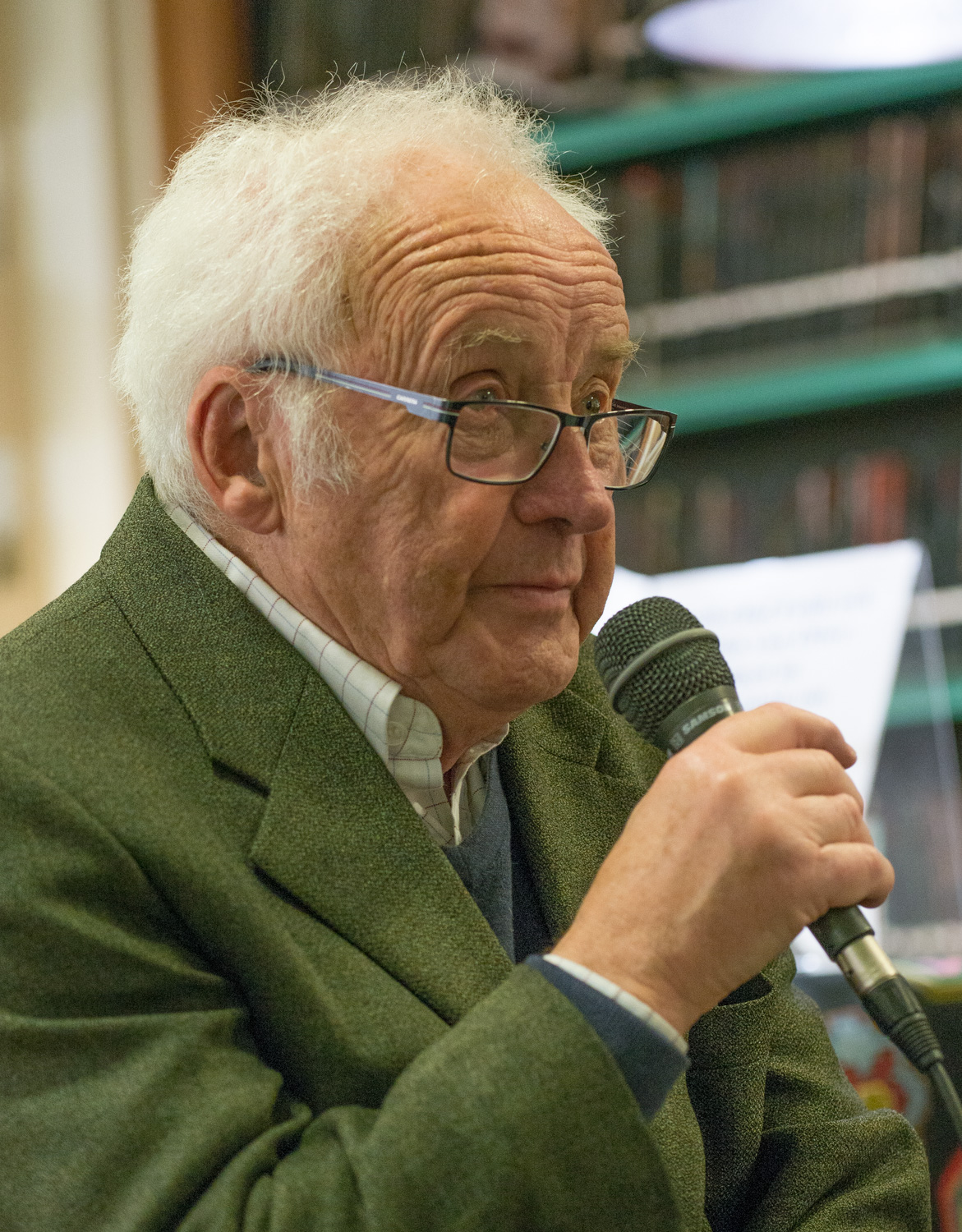
Kjell-Olof Feldt (2016).

Riksbankens beslut att avreglera den svenska kreditmarknaden togs den 21 november 1985. Beslutet innebar bland annat att bankerna fick låna ut obegränsat med pengar utan att Sveriges riksbank lade hinder i vägen. Beslutet att avreglera kreditmarknaden fattades formellt av Riksbanksfullmäktige och kunde därför enligt reglerna ske utan inblandning av Sveriges riksdag eller regeringen. Finansminister Kjell-Olof Feldt var dock i förväg informerad om Riksbankens planer.
Avregleringen var resultatet av en längre process där man prövade sig fram. Riksbanksledningen, och i synnerhet Bengt Dennis, verkar ha varit en drivande kraft i denna process. Planen sattes igång i slutet av 1984 när ÖKV-gruppen fick i uppdrag att utreda hur avregleringen skulle gå till, våren 1985 informerades finansdepartementet om planerna. I Norge hade man avreglerat kreditmarknaden före Sverige och erfarenheterna där hade visat att avregleringen hade lett till en kraftigt ökad utlåning. Mot bakgrund av detta undrade finansminister Kjell-Olof Feldt om det fanns planer på hur man skulle parera en sådan utveckling i Sverige. Lösningen var att införa en stegvis höjning av räntan och ett höjt kassakrav för bankerna.
Genomförandet av Novemberrevolutionen inföll på hösten 1985 eftersom man ville avvakta riksdagsvalet samma år. Detta berodde dels på taktiska skäl och dels på att Gunnar Sträng avgick efter valet som ordförande för riksbanksfullmäktige som togs över av Erik Åsbrink (statssekreterare på finansdepartementet) som tillhörde förespråkarna för en kreditavreglering. Tillsammans med finansminister Feldt och riksbankschefen Bengt Dennis fanns det nu en inflytelserik grupp som ville genomdriva avregleringen. Enligt Feldt bereddes beslutet av en liten krets människor under ganska stor sekretess utan att informera regeringen i förväg, något som Ingvar Carlsson (dåvarande vice-statsminister) i efterhand har kritiserat. Statsminister Olof Palme informerades bara några dagar innan beslutet fattades och enligt Feldt reagerade Palme på Feldts förklaringar med orden: "Gör som ni vill. Jag begriper ändå ingenting". Carlsson menar att Palmes reaktion kan ha berott på att han hade känt sig utanför processen och inte tyckte att han kunde påverka något så nära inpå själva beslutet.
Nationalekonomen Lars Jonung har skrivit om novemberrevolutionen: "Detta är den s.k novemberrevolutionen som markerar den mest genomgripande omläggningen av Riksbankens penningpolitiska strategi under hela efterkrigstiden.”.

## Avregleringens konsekvenser

### Kreditexpansion
Avregleringen följdes av en mycket kraftig ökning av bankernas utlåning med 20% per år fram till 1989, en ökning utan motstycke i Sveriges historia efter 1945. Enligt SOU 1998:160 började denna kraftiga kreditexpansion omedelbart efter slopandet av lånetaket i november 1985. Leif Carlsson (tjänsteman på Socialdepartementet) berättar att man delade ut flygblad utanför tunnelbanan i Stockholm där man uppmanade folk till att låna till julklappar. De lånade pengarna investerades framförallt på fastighetsmarknaden och spekulationsekonomin gjorde att man kunde göra stora vinster på fastigheter eller på börsen.

### Samhällsekonomiska konsekvenser
Den stora utlåningen ledde till en starkt stigande inflation vilket så småningom vållade reaktioner. Finansminister Feldt uppmanade i en riksdagsdebatt att bankerna skulle ta sitt samhällsansvar, samtidigt som riksbankschefen Dennis uppmanade till finanspolitiska åtstramningar. Ingvar Carlsson menar att dessa krav var orimliga eftersom det hade krävt nedskärningar i välfärden på flera hundra miljarder, vilket enligt Ingvar Carlsson var omöjligt att få igenom i riksdagen. Leif Carlsson kallar Dennis planer för "en massaker i trygghetssystemet". Dennis å sin sida menar dock att finanspolitiska åtstramningar var det enda alternativet eftersom Sverige hade fast växelkurs och därmed gick det inte att höja räntan för att minska människors benägenhet att låna pengar.

### 1990-talskrisen
Lars Magnusson ser kreditavregleringen som en viktig orsak till den svenska ekonomins överhettning och den medföljande inflationsökningen. Vissa anser också att Novemberrevolutionen var en starkt bidragande orsak till den fastighetsbubbla som uppstod under slutet av 1980-talet. 1990 visade den svenska ekonomin oroande tecken med en övervärderad fastighetsmarknad, en överhettad ekonomi, hög inflation och problem för exportindustrin. För att motverka alla dessa tendenser lade regeringen under Ingvar Carlsson ett krispaket som förstärktes av en internationell konjunkturnedgång. Effekten blev att priserna på fastighetsmarknaden började falla. I spåren av de fallande fastighetspriserna gjorde flera finansbolag, som hade lånat ut stora belopp, stora förluster och gick i konkurs vilket drog med sig en rad banker. Bankerna räddades genom ett statligt stödpaket på över 100 miljarder kronor.

### Långsiktiga konsekvenser
Richard Ahlström, docent vid Malmö högskola, hävdar att kreditavregleringen fram till 2015 hade lett till 400 000 skuldsatta med en total skuld på över 90 miljarder kronor och en samhällskostnad på 200 miljarder kronor per år.

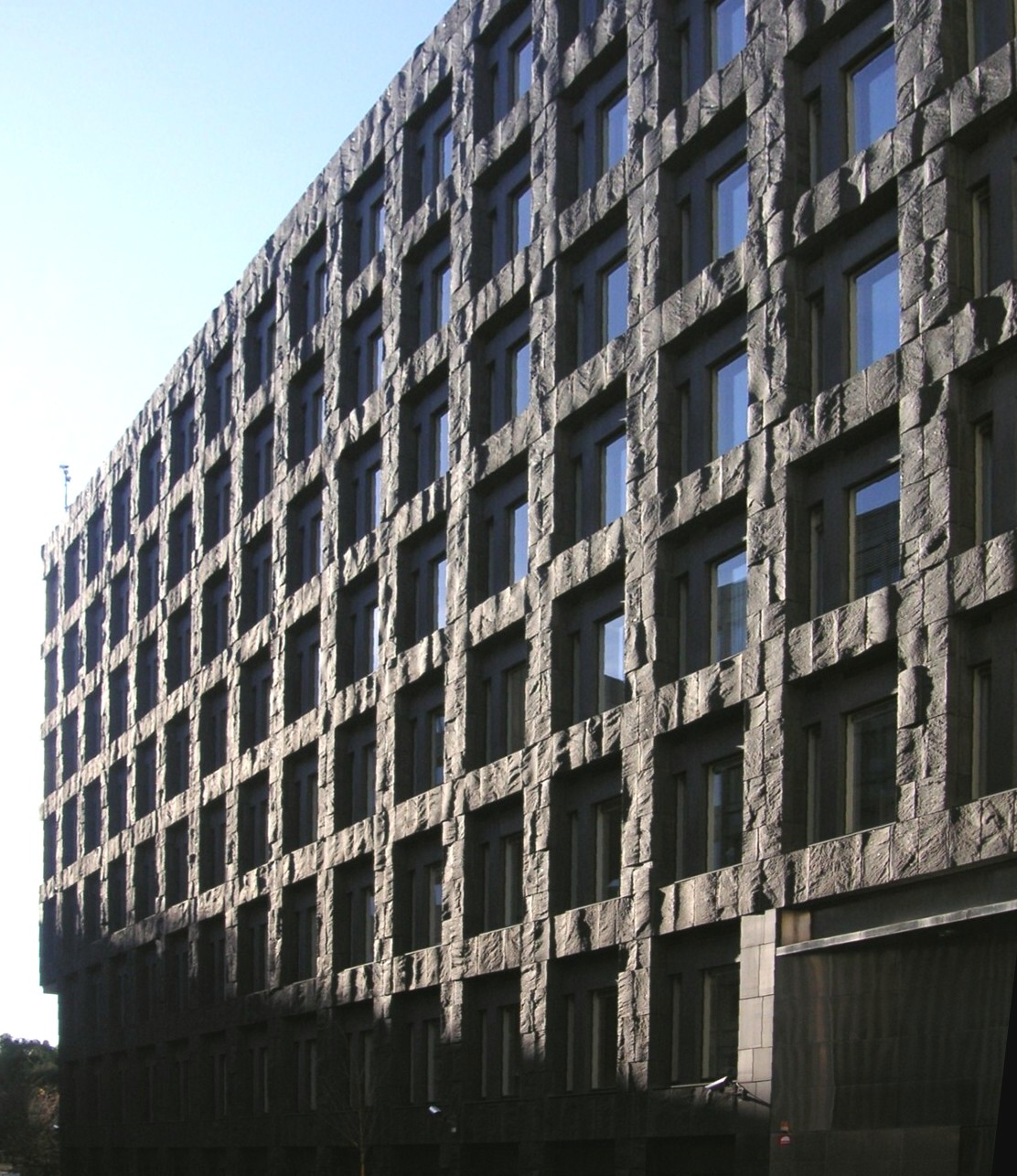
Riksbanken (2007)

## Efterspelet till Novemberrevolutionen
I efterhand har det diskuterats hur väl underbyggt beslutet att avskaffa lånetaket har varit. Riksbanken var beroende av beräkningar som bankerna själva hade gjort och med tanke på att dessa hade ett stort intresse av att ta bort regleringen fanns det här en risk att man underdrev riskerna med avregleringen som exempelvis en kraftigt ökad utlåning. Vidare missbedömdes möjligheterna att motverka en kreditexpansion, t.ex. kunde man inte använda räntan för att möta en ökad utlåning eftersom Sverige hade fast växelkurs. Vidare verkar beslutsfattarna inte varit medvetna om problemet att folk kunde minska skatten genom att ta stora lån. Dessutom verkar det ha varit så att beslutsfattarna inte tog hänsyn till de oroande erfarenheterna med Norges kreditavreglering och att de ignorerade den information som pekade på riskerna med ta bort lånetaket. Författarna till departementsserien (ds) 1996:37 slår fast att beslutsfattarna verkar ha varit drivna av tanken att genomföra avregleringen nu innan chansen till detta var borta.
Ingvar Carlsson kritiserar i sin självbiografi Kjell-Olof Feldt för att denne inte på ett rakt sätt informerade dåvarande statsminister Olof Palme om vad Riksbanken planerade att göra. I boken beskriver han avregleringen som genomförd under största sekretess av i första hand finansminister Kjell-Olof Feldt, ordföranden i Riksbanksfullmäktige Erik Åsbrink och riksbankschef Bengt Dennis.
Journalisten Dan Josefsson gjorde 2004 en dokumentär för Sveriges Television med namnet Novemberrevolutionen. I dokumentären beskrivs kreditavregleringen som en "statskupp" som "förändrade i grunden den ekonomiska politiken i Sverige". Den bygger delvis på rapporten Novemberrevolutionen från 1996 av Torsten Svensson (född 1954).